# Štakasti križ
Štakasti križ (☩ njem. Krückenkreuz) vrst je križa s jednakim kracima koji završavaju malim prečkama. Takav se križ još naziva i križ Ordena Isusa Krista.

## Uporaba
Ovaj križ nalazio se na grbu i zastavi Jeruzalemskog Kraljevstva. U doba Republike Austrije, od 1924. do 1938., križ je bio prikazan na reversu novca. Može ga se vidjeti i na portugalskome novcu. Od 1934. službeni je znak Domovinskog fronta.
Štakasti križ može se naći na mirilima.